# Eduardo Galvão
Eduardo Galvão (Río de Janeiro, 19 de abril de 1962 - Ibidem, 7 de diciembre de 2020) fue un actor brasileño. Participó en el programa Caça Talentos de la Rede Globo, junto a Angélica.
Falleció el 7 de diciembre de 2020, a los 58 años, víctima de la COVID-19.

## Carrera
Galvão debutó en telenovelas a los 27 años, en O Salvador da Pátria, en 1989. Sus papeles más destacados fueron Paschoal Papagaio, en Despedida de Solteiro, en 1992, y Artur, en la serie Caça Talentos, de 1996 a 1998.

### Telenovelas
| Año  | Título                             | Papel                               | Emisora           |
| ---- | ---------------------------------- | ----------------------------------- | ----------------- |
| 2019 | Bom Sucesso                        | Dr. Machado                         | Rede Globo        |
| 2017 | Apocalipsis                        | Alan Gudman                         | RecordTV          |
| 2016 | Sol Nascente                       | Caco (Motociclista)                 | Rede Globo        |
| 2015 | Malhação: Seu Lugar no Mundo       | Jorge Almeida                       | Rede Globo        |
| 2015 | Magnífica 70                       | Flávio Gonçalves                    | HBO Brasil        |
| 2014 | Questão de Família                 | Jorge Fernandes                     | GNT               |
| 2014 | Em Família                         | Pedro Paulo                         | Rede Globo        |
| 2013 | Vai que Cola                       | Astolfo Gomide                      | Rede Globo        |
| 2013 | Adorável Psicose                   | Eduardo                             | Multishow         |
| 2012 | Malhação: Intensa como a Vida      | Mário Costa                         | Rede Globo        |
| 2012 | Dercy de Verdade                   | Walter Pinto                        | Rede Globo        |
| 2011 | Insensato Coração                  | Wagner Peixoto                      | Rede Globo        |
| 2010 | S.O.S. Emergência                  | Otávio                              | Rede Globo        |
| 2009 | Uma Noite no Castelo               | Rei                                 | Rede Globo        |
| 2008 | Toma Lá, Dá Cá                     | Douglas Sábato                      | Rede Globo        |
| 2007 | Dance Dance Dance                  | Lúcio Pimentel                      | Rede Bandeirantes |
| 2007 | Paraíso Tropical                   | Urbano Monteiro                     | Rede Globo        |
| 2007 | Amazônia, de Galvez a Chico Mendes | Joaquim Vítor                       | Rede Globo        |
| 2006 | Avassaladoras: A Série             | Danilo                              | RecordTV          |
| 2006 | Um Menino muito Maluquinho         | Pedro (Pai do Menino Maluquinho)    | TVE Brasil        |
| 2005 | Casseta & Planeta, Urgente!        | Psiquiatría                         | Rede Globo        |
| 2005 | Sob Nova Direção                   | Ricardo                             | Rede Globo        |
| 2004 | Começar de Novo                    | Artur Rios (Paulo)                  | Rede Globo        |
| 2004 | A Diarista                         | Sérgio                              | Rede Globo        |
| 2002 | El beso del vampiro                | Armando Bananeiras                  | Rede Globo        |
| 2001 | El clon                            | Alex                                | Rede Globo        |
| 2001 | Os Normais                         | Estevão                             | Rede Globo        |
| 2001 | Puerto de los milagros             | Otacílio Ferraço                    | Rede Globo        |
| 1999 | Mulher                             | André                               | Rede Globo        |
| 1999 | O Belo e as Feras                  | Miguel                              | Rede Globo        |
| 1999 | Chiquinha Gonzaga                  | Tenente Martim                      | Rede Globo        |
| 1996 | Caça Talentos                      | Arthur Carneiro                     | Rede Globo        |
| 1996 | O Fim do Mundo                     | José Otávio (Dr. Otávio)            | Rede Globo        |
| 1995 | As Pupilas do Senhor Reitor        | Fernão de Ribeira                   | SBT               |
| 1994 | A Viagem                           | Mauro Botelho                       | Rede Globo        |
| 1992 | Despedida de soltero               | Paschoal Cavini (Paschoal Papagaio) | Rede Globo        |
| 1990 | Araponga                           | Felipe                              | Rede Globo        |
| 1989 | O Salvador da Pátria               | Régis de Abreu                      | Rede Globo        |

### Cine
| Año  | Título                              | Personaje           |
| ---- | ----------------------------------- | ------------------- |
| 2019 | Nada que perder 2                   | Monseñor José María |
| 2018 | Nada que perder                     | Monseñor José María |
| 2017 | Un tío casi perfecto                | Gustavo             |
| 2016 | En nombre de la ley                 | Elton               |
| 2015 | Turbulencia                         |                     |
| 2009 | Flordelis: una palabra para cambiar | Carlos Werneck      |
| 2001 | Mi vida en tus manos                | Roberto             |